# مسجد هزار چراغ
هزار چراغ یک مسجد چند گنبدی در آنا سالای در چنای، تامیل نادو، هند است. یکی از بزرگترین مساجد کشور است. و عبادتگاه  مورد احترام مسلمانان شیعه در این شهر است.
مسجد هزار چراغ یکی از بزرگ‌ترین مساجد هند است که در سال ۱۸۱۰ میلادی بنا شده و قدیمی‌ترین مسجد در ایالت تامیل نادو است.

## تاریخچه
مسجد هزار چراغ یکی از بزرگ‌ترین مساجد هند است که در سال ۱۸۱۰ میلادی، توسط نواب کارناتیک از سلاطین جنوب هند، بنا شده و قدیمی‌ترین مسجد در ایالت تامیل نادو است.
این مسجد توسط  نواب امدة العمره بر روی یک زمین به مساحت ۱/۵ هکتار، که ار طرف شرکت هند شرقی داده شد، بنا گردید. نامگذاری مسجد از آنجا حاصل شده است که در گذشته یک سالن اجتماعات بزرگ داشته که بنا بر سنت‌های آن زمان در آن هزار چراغ روغنی روشن می‌کرده‌اند.
رئیس شیعیان قاضی چنای از این مسجد منصوب می‌شود و این منصب پیوسته در اختیار همین خانواده بوده است.

## معماری
این مسجد به سبک معماری قرون وسطی ساخته شده است.
مسجد هزار چراغ که با طراحی سنتی اسلامی ساخته شده است، از سبک معماری قرون وسطایی پیروی می‌کند، با گنبدهای متعدد و چندین مناره است.. درگاه یا حرم مسجد در طبقه دوم است.

## ساختمان
این مسجد دارای چندین گنبد و مناره است. بر دیوارهای داخلی آیاتی از قرآن، کتاب مقدس اسلام، نوشته شده است.
ارتفاع متوسط مناره‌ها از سطح زمین حدود ۶۴ فوت است. مسجد دیگری در سال ۱۹۸۱ با دو مناره بلند و پنج گنبد منحنی رو به داخل که نفوذ مدرن غرب آسیا را نشان می‌دهد، به آن اضافه شد.